# Lâm Đàm
Lâm Đàm (chữ Hán phồn thể: 臨潭縣, chữ Hán giản thể: 临潭县, âm Hán Việt: Lâm Đàm huyện, chữ Tạng: བ་ཙེ་རྫོང་།) là một huyện thuộc châu tự trị dân tộc Tạng Cam Nam, tỉnh Cam Túc, Cộng hòa Nhân dân Trung Hoa. Huyện này có diện tích 1557 ki-lô-mét vuông, dân số năm 2004 là 150.000 người. Mã số bưu chính của Lâm Đàm là 747500. Về mặt hành chính, huyện này được chia thành 1 trấn: Thành Quan và 18 hương: Mộc Bố, Cổ Chiến, Trác Lạc, Trường Xuyên, Dương Vĩnh, Lưu Thuận, Tân Thành, Thiên Đô, Điếm Tử, Tân Bảo, Tổng Trại, Tam Xã, Long Nguyên, Trần Kỳ, Thạch Môn, Dương Sa, Dã Lực Quan và Bát Giác.

## Khí hậu
| Dữ liệu khí hậu của Lâm Đàm              | Dữ liệu khí hậu của Lâm Đàm | Dữ liệu khí hậu của Lâm Đàm | Dữ liệu khí hậu của Lâm Đàm | Dữ liệu khí hậu của Lâm Đàm | Dữ liệu khí hậu của Lâm Đàm | Dữ liệu khí hậu của Lâm Đàm | Dữ liệu khí hậu của Lâm Đàm | Dữ liệu khí hậu của Lâm Đàm | Dữ liệu khí hậu của Lâm Đàm | Dữ liệu khí hậu của Lâm Đàm | Dữ liệu khí hậu của Lâm Đàm | Dữ liệu khí hậu của Lâm Đàm | Dữ liệu khí hậu của Lâm Đàm |
| Tháng                                    | 1                           | 2                           | 3                           | 4                           | 5                           | 6                           | 7                           | 8                           | 9                           | 10                          | 11                          | 12                          | Năm                         |
| ---------------------------------------- | --------------------------- | --------------------------- | --------------------------- | --------------------------- | --------------------------- | --------------------------- | --------------------------- | --------------------------- | --------------------------- | --------------------------- | --------------------------- | --------------------------- | --------------------------- |
| Cao kỉ lục °C (°F)                       | 16.7 (62.1)                 | 19.7 (67.5)                 | 23.9 (75.0)                 | 29.4 (84.9)                 | 28.6 (83.5)                 | 27.2 (81.0)                 | 30.6 (87.1)                 | 29.7 (85.5)                 | 27.7 (81.9)                 | 22.2 (72.0)                 | 18.2 (64.8)                 | 15.5 (59.9)                 | 30.6 (87.1)                 |
| Trung bình ngày tối đa °C (°F)           | 2.2 (36.0)                  | 4.7 (40.5)                  | 8.5 (47.3)                  | 13.1 (55.6)                 | 16.0 (60.8)                 | 18.4 (65.1)                 | 20.5 (68.9)                 | 20.4 (68.7)                 | 16.5 (61.7)                 | 11.7 (53.1)                 | 8.0 (46.4)                  | 3.8 (38.8)                  | 12.0 (53.6)                 |
| Trung bình ngày °C (°F)                  | −7.4 (18.7)                 | −4.4 (24.1)                 | 0.0 (32.0)                  | 5.0 (41.0)                  | 8.7 (47.7)                  | 12.0 (53.6)                 | 14.1 (57.4)                 | 13.5 (56.3)                 | 10.0 (50.0)                 | 4.8 (40.6)                  | −0.9 (30.4)                 | −6.0 (21.2)                 | 4.1 (39.4)                  |
| Tối thiểu trung bình ngày °C (°F)        | −14.4 (6.1)                 | −10.9 (12.4)                | −5.9 (21.4)                 | −1.2 (29.8)                 | 2.9 (37.2)                  | 6.6 (43.9)                  | 9.0 (48.2)                  | 8.5 (47.3)                  | 5.7 (42.3)                  | 0.3 (32.5)                  | −6.8 (19.8)                 | −12.8 (9.0)                 | −1.6 (29.2)                 |
| Thấp kỉ lục °C (°F)                      | −24.9 (−12.8)               | −22.5 (−8.5)                | −21.0 (−5.8)                | −10.6 (12.9)                | −8.3 (17.1)                 | −0.5 (31.1)                 | 0.6 (33.1)                  | 0.1 (32.2)                  | −4.5 (23.9)                 | −11.0 (12.2)                | −17.3 (0.9)                 | −24.6 (−12.3)               | −24.9 (−12.8)               |
| Lượng Giáng thủy trung bình mm (inches)  | 4.4 (0.17)                  | 5.7 (0.22)                  | 13.6 (0.54)                 | 33.0 (1.30)                 | 68.9 (2.71)                 | 71.5 (2.81)                 | 100.9 (3.97)                | 88.4 (3.48)                 | 73.2 (2.88)                 | 42.0 (1.65)                 | 6.6 (0.26)                  | 1.7 (0.07)                  | 509.9 (20.06)               |
| Số ngày giáng thủy trung bình (≥ 0.1 mm) | 5.0                         | 6.3                         | 10.0                        | 11.4                        | 16.4                        | 17.4                        | 16.4                        | 14.9                        | 15.6                        | 13.3                        | 4.6                         | 2.7                         | 134                         |
| Số ngày tuyết rơi trung bình             | 8.4                         | 9.3                         | 12.2                        | 8.9                         | 3.1                         | 0.1                         | 0                           | 0                           | 0.4                         | 6.1                         | 6.9                         | 5.5                         | 60.9                        |
| Độ ẩm tương đối trung bình (%)           | 52                          | 55                          | 59                          | 61                          | 67                          | 72                          | 76                          | 77                          | 78                          | 74                          | 61                          | 51                          | 65                          |
| Số giờ nắng trung bình tháng             | 207.8                       | 189.3                       | 203.7                       | 208.4                       | 207.8                       | 193.5                       | 207.8                       | 201.0                       | 153.9                       | 171.4                       | 202.2                       | 217.5                       | 2.364,3                     |
| Phần trăm nắng có thể                    | 66                          | 61                          | 54                          | 53                          | 48                          | 45                          | 48                          | 49                          | 42                          | 50                          | 66                          | 72                          | 55                          |
| Nguồn: Cục Khí tượng Trung Quốc          |                             |                             |                             |                             |                             |                             |                             |                             |                             |                             |                             |                             |                             |